# 권혁웅
권혁웅(權赫雄, 1967년 3월 7일~)은 대한민국의 시인이자 문학평론가이다. 충청북도 충주에서 태어나 고려대학교 국문학과를 졸업하고 동 대학원에서 박사학위를 받았다. 2000년 제6회 「현대시 동인상」, 2006년 제4회 「유심작품상」(평론 부문), 제2회 「한국시인협회상」 젊은 시인상, 2010년 제15회 「현대시학작품상」, 2012년 제12회 「미당문학상」을 수상했다. 문예중앙, 현대시학 편집위원을 역임했으며, 현재 한양여자대학 문예창작과 교수(2003~)로 재직 중이다.

## 약력
1996년 《중앙일보》 신춘문예 평론 부문에, 1997년 《문예중앙》 신인문학상 시 부문에 각각 당선되어 등단했다. 2000년 제6회 「현대시 동인상」, 2005년 제3회 「애지문학상」(평론 부문), 2006년 제4회 「유심작품상」(평론 부문), 제2회 「한국시인협회상」 젊은 시인상, 2010년 제15회 「현대시학작품상」, 2012년 제27회 「이상화시인상」, 제12회 「미당문학상」을 수상했다. 문예중앙, 현대시학 편집위원을 역임했으며, 현재 한양여자대학 문예창작과 교수(2003~)로 재직 중이다.

## 수상
- 2000년 제6회 「현대시 동인상」
- 2005년 제3회 「애지문학상」(평론 부문)
- 2006년 제4회 「유심작품상」(평론 부문)
- 2006년 제2회 「한국시인협회상」 젊은시인상
- 2010년 제15회 「현대시학작품상」
- 2012년 제27회 「이상화시인상」
- 2012년 제12회 「미당문학상」

## 저서

### 시집
- 《황금나무 아래서》(문학세계사, 2001)
- 《마징가 계보학》(창비, 2005)
- 《그 얼굴에 입술을 대다》(민음사, 2007)
- 《소문들》(문학과지성사, 2010)
- 《애인은 토막 난 순대처럼 운다》(창비, 2013)

### 연구서
- 《한국 현대시의 시작방법 연구》(깊은샘, 2001)
- 《태초에 사랑이 있었다》(문학동네, 2005)
- 《몬스터 멜랑콜리아》(민음사, 2011)
- 《시론》(문학동네, 2010)

### 비평집
- 《시적 언어의 기하학》(새미, 2001)
- 《미래파》(문학과지성사, 2005)
- 《입술에 묻은 이름》(문학동네, 2012)

### 산문집
- 《두근두근》(랜덤하우스코리아, 2008; 개정판, 《미주알고주알》[난다], 2014)
- 《꼬리 치는 당신》(마음산책, 2013)
- 《생각하는 연필》(난다, 2014)

### 편저
- 《시네리테르》(공편)(문예중앙, 2011)
- 《당신을 읽는 시간》(문예중앙, 2012)